# Higashi-naga-iwa Glacier
Higashi-naga-iwa Glacier är en glaciär i Antarktis. Den ligger i Östantarktis. Norge gör anspråk på området. Higashi-naga-iwa Glacier ligger 137 meter över havet.
Terrängen runt Higashi-naga-iwa Glacier är kuperad åt sydost, men åt nordväst är den platt. Havet är nära Higashi-naga-iwa Glacier åt nordväst.  Trakten är obefolkad. Det finns inga samhällen i närheten. 